# Лайкомінг (округ, Пенсільванія)
41°21′ пн. ш. 77°04′ зх. д. / 41.35° пн. ш. 77.06° зх. д.
Округ Лайкомінг (англ. Lycoming County) — округ (графство) у штаті Пенсільванія, США. Ідентифікатор округу 42081. Згідно з переписом населення, проведеним у 2010 році, населення округу становило 116 111 осіб. Окружний центр — Вільямспорт. За площею округ Лайкомінг є найбільшим у Пенсільванії.

## Історія
Округ утворений 1795 року.

## Демографія
За даними перепису
2000 року
загальне населення округу становило 120044 осіб, зокрема міського населення було 76911, а сільського — 43133.
Серед мешканців округу чоловіків було 58682, а жінок — 61362. В окрузі було 47003 домогосподарства, 31703 родин, які мешкали в 52464 будинках.
Середній розмір родини становив 2,95.
Віковий розподіл населення поданий у таблиці:
| Стать    | До 15 років | 15-21 | 22-29 | 30-39 | 40-49 | 50-65 | 65-85 | Понад 85 |
| -------- | ----------- | ----- | ----- | ----- | ----- | ----- | ----- | -------- |
| Чоловіки | 11793       | 6854  | 5486  | 8199  | 9217  | 9307  | 7178  | 648      |
| Жінки    | 11032       | 6032  | 5220  | 8465  | 9401  | 9787  | 9680  | 1745     |

## Суміжні округи
- Тайога — північ
- Бредфорд — північний схід
- Салліван — схід
- Колумбія — південний схід
- Монтур — південь
- Нортамберленд — південь
- Юніон — південний захід
- Клінтон — захід
- Поттер — північний захід

## Виноски
1. 1 2  State & County QuickFacts. United States Census Bureau. Архів оригіналу за липень 14, 2011. Процитовано 17 листопада 2013.
2. ↑  U.S. Decennial Census. United States Census Bureau. Архів оригіналу за 4 квітня 2018. Процитовано 9 березня 2015.
3. ↑  Historical Census Browser. University of Virginia Library. Архів оригіналу за 30 травня 2019. Процитовано 9 березня 2015.
4. ↑  Forstall, Richard L., ред. (24 березня 1995). Population of Counties by Decennial Census: 1900 to 1990. United States Census Bureau. Архів оригіналу за 20 березня 2015. Процитовано 9 березня 2015.
5. ↑  Census 2000 PHC-T-4. Ranking Tables for Counties: 1990 and 2000 (PDF). United States Census Bureau. 2 квітня 2001. Архів оригіналу (PDF) за 18 грудня 2014. Процитовано 9 березня 2015.
6. ↑  American FactFinder. Бюро перепису населення США. Архів оригіналу за 20 березня 2010. Процитовано 31 січня 2008.

| США | Це незавершена стаття з географії США. Ви можете допомогти проєкту, виправивши або дописавши її. |